# L'abraçada
L'abraçada és un pastel sobre paper realitzat per Pablo Picasso el 1900 a París i que actualment forma part de la col·lecció permanent del Museu Picasso de Barcelona. Es mostra a la Sala 6 de la col·lecció permanent del museu.

## Descripció
Entre les obres de l'època de la primera estada parisenca, i que tenen com a tema el París nocturn, destaca L'étreinte o L'abraçada, que parteix d'uns dibuixos que ja havia començat a Barcelona el 1900. A París, i al barri de Montmartre, on té el taller, Picasso hi troba un ambient més permissiu, més lliure, on les demostracions amoroses en públic es veuen també a l'exterior.
El tema de l'abraçada no només l'interessa socialment sinó plàsticament. En primer pla, es veu una parella, un home i una dona senzills, treballadors, tan units en una abraçada que arriben a fondre's en una única massa. El bes és al mig del carrer, en una nit fosca. Els cossos i els rostres es barregen. Els braços i les mans, mancats de referències anatòmiques, envolten els amants. La deformació expressionista dels cossos s'accentua amb els colors intensos i els contorns acusats de les figures. Tot transcorre com si l'espai de la parella estigués aïllat de l'entorn.
El paisatge urbà està aquí al servei del motiu: l'abraçada pública. L'abraçada utilitzada com a motiu té el seu precedent en els dibuixos de factura modernista realitzats per l'artista a Barcelona entre 1899 i 1900, i que s'exposen al Museu Picasso. Picasso investiga el tema de l'abraçada de manera deliberada i raonada. No vol ser descriptiu. Vol participar-hi, per la qual cosa desenvolupa una sèrie d'obres que tenen l'abraçada com a motiu principal.
Aquest pastel és molt pròxim a l'oli Amants al carrer també de 1900, ja que totes dues obres picassianes representen una abraçada i tenen com a fons un carrer de la falda de Montmartre. Un antecedent és El bes de Munch, del qual Picasso podria haver vist una reproducció, si bé aquest pastel és una representació heretada directament de les escenes de carrer de Steinlen, il·lustrador i pintor l'obra del qual Picasso ja coneixia abans d'anar a París a través de les reproduccions al llibre Gil Blas, i que va ser molt popular entre els artistes de la Barcelona moderna.